# 術科特別訓練
術科特別訓練（じゅつかとくべつくんれん）とは、日本の警察において術科（柔道、剣道、逮捕術、けん銃射撃その他，白バイの乗務）を振興、強化する訓練。略称は特練。術科特別訓練員に指定された警察官を特練員と略称する。〔例〕「剣道特練員」。

## 概要
警察官の職務執行に必要な術技及び体育を「術科」と呼ぶ。柔道又は剣道及び逮捕術、けん銃射撃が必修科目となっている。また，白バイ乗務員志願者には、合格者に対して別途訓練が課せられる。
術科特別訓練は、警察官の技術、体力、気力を向上させることを目的として各都道府県警察及び皇宮警察本部で実施され、当該警察を代表して対外試合に出場する。柔道、剣道の術科特別訓練員の多くは機動隊に所属しており、県によっては機動隊＝特練ということもある。人数は都道府県警察によって異なるが、10数名～30名程度である。
尚，白バイに関しては競技内容の違いから，交通機動隊から選抜される。
年齢を重ね選手生活を引退する者や、若くても成果を出せない者は術科特別訓練員の指定を解除される。解除後は指導者（コーチ、師範等）に就く道があるが、警視庁や大阪府警察以外は指導者の採用枠が狭く、通常の警察官の勤務に戻る者が多い。

## 試合
術科特別訓練員が出場する主な大会
- 全国警察柔道大会
- 全国警察剣道大会
- 全国警察柔道選手権大会
- 全国警察剣道選手権大会
- 全日本柔道選手権大会
- 全日本剣道選手権大会
- 国民体育大会
- 世界柔道選手権大会
- 世界剣道選手権大会
- オリンピック
- 全国白バイ安全運転競技大会

## 評価・問題点
警察武道は明治維新や太平洋戦争後の武道禁止期に武道を温存、復興する役割を果たし、警察の伝統となった。その技法は逮捕術制定にも影響を与え、警察官の心身鍛錬、犯人制圧に役立っている。大会で精強な警察官をアピールすることは警察の威信を高め、士気高揚につながると考えられている。
一方、特練員は武道訓練が勤務の主体となるため、警察官としての仕事をせず武道に専念するのは税金の無駄遣いとの批判もある。訓練内容も犯人制圧を目的とした実戦的な訓練ではなく、大会で勝利することをメインにした競技思考になりがちである。昭和40年（1965年）に警視庁が発行した『警視庁武道九十年史』には、「最近、警察武道は試合の勝敗にこだわり過ぎる傾向がある。もちろん、勝負であるからには勝つことが望ましいが、警察武道は体力、気力を養成することが目的であり、試合等はその手段に過ぎないのであるから、勝負のみにこだわってはならない。本来の目的をはき違えてはならないので、もしはき違えればかえって害がある」とあり、勝利至上主義をたしなめている。試合の戦績が昇給や階級の昇任に直結しており、引退後に指導者として残れるかどうかも選手時代の戦績に左右されることも原因である。

## 武道小隊・武道専科
警視庁には「武道小隊」、「武道専科」という術科特別訓練に類似した独自の制度もある。武道小隊とは警視庁の各機動隊（10隊）に置かれる小隊であり、武道専科とは武道小隊から選抜され、武道指導者を養成する課程である。
武道小隊で1年以上訓練すると武道専科の試験を受けることができ、毎年8名～10名程度が合格する。合格者は武道専科生として1年間集中的に教育を受ける。武道専科の剣道は竹刀剣道のみならず警視流木太刀形、小野派一刀流、居合、杖術など古流の形も習得する。このため警視庁の剣道家の中には古流剣術や居合道の高段者も多い。武道専科を修了すると助教候補となり、助教に任ぜられた後、各警察署に武道指導者として配属される。
武道専科は「武専」と略称される。なお、大日本武徳会の武専（武道専門学校）と直接の関係は無い。